# Lexias
Lexias — род бабочек из семейства Нимфалид (Nymphalidae) и подсемейства ленточников и пеструшек (Limenitidina). Виды этого рода обитают в Юго-восточной Азии и Австралазии, в тропических лесах. К роду Lexias относятся 17 видов в шести видовых группах. Некоторые виды из родов Euthalia и Tanaecia могут причисляться к роду Lexias. Самый большой размах крыльев у одного из видов достигает 10 см.

## Классификация
Видовая группа aeropa Casteleyn, 2004
- Lexias aeropa или L. aeropus (Linnaeus, 1758) — Молуккские острова, Новая Гвинея, (9 подвидов)

Видовая группа damalis Casteleyn, 2004
- Lexias damalis (Erichson, 1834) — Филиппины (3 подвидов)
- Lexias hikarugenzi Tsukada & Nishiyama, 1980 — Филиппины (Северный Лузон)

Видовая группа dirtea Casteleyn, 2004
- Lexias aeetes (Hewitson, 1861) — о. Сулавеси, о. Банггаи, о. Бутон (6 подвидов)
- Lexias aegle Doherty, 1891 — о. Флорес, о. Ломбок, о. Сумбава, о. Сумба (3 подвида)
- Lexias albopunctata (Crowley, 1895) — Лаос, Индокитай, Таиланд (3 подвида)
- Lexias bangkana Hagen, 1892 — острова Индонезии и Малайский полуостров (6 подвидов)
- Lexias canescens (Butler, 1869) — о. Бангка, о. Борнео, о. Суматра, о. Сулу, о. Белитунг (6 подвидов)
- Lexias cyanipardus (Butler, 1869) — от Ассам до Юньнань, Северный Таиланд,
- Lexias dirtea (Fabricius, 1793) — Северо-восточная Индия, Китай, Филиппины, Малайзийский полуостров, о. Ява (16 подвидов)
- Lexias elna van de Poll, 1895 — о. Ниас
- Lexias immaculata Snellen, 1890 — Белитунг
- Lexias pardalis (Moore, 1878) — Китай, Индонезия, Малайзийский полуостров, Северо-восточная Индия (16 подвидов)
- Lexias perdix (Butler, 1884) — Ниас

Видовая группа panopus Casteleyn, 2004
- Lexias panopus C. & R. Felder, 1861 — Филиппины (6 подвидов)

Видовая группа satrapes Casteleyn, 2004
- Lexias satrapes C. & R. Felder, 1861 — Филиппины (6 подвидов)

Видовая группа incertae sedis
- Lexias acutipenna Chou & Li, 1994 — Гуанкси